# Clare Dennis
Clare Dennis, född 7 mars 1916 i Burwood, död 5 juni 1971 i Manly, var en australisk simmare.
Dennis blev olympisk mästare på 200 meter bröstsim vid sommarspelen 1932 i Los Angeles.